# Anzacia invenusta
Anzacia invenusta är en spindelart som först beskrevs av Ludwig Carl Christian Koch 1872.  Anzacia invenusta ingår i släktet Anzacia och familjen plattbuksspindlar.
Artens utbredningsområde är New South Wales. Inga underarter finns listade i Catalogue of Life.